# Люмьер (кинопремия, Лион)
Пре́мия Люмье́р (фр. Prix Lumière) — кинопремия, вручаемая с 2009 года Институтом Люмьер в рамках кинофестиваля имени Братьев Люмьер, ежегодно проходящего во французском городе Лионе. Премия названа в честь создателей кинематографа братьев Огюста и Луи Люмьеров и присуждается в их родном городе по совокупности заслуг людям, внёсшим заметный вклад в развитие мирового кино.
По словам директора Института Люмьер Тьерри Фремо, «эта премия станет в будущем своего рода Нобелевской премией в области кинематографа».

## Лауреаты
| Год  | Лауреат | Лауреат              | Страна                                |
| ---- | ------- | -------------------- | ------------------------------------- |
| 2009 |         | Клинт Иствуд         | США                                   |
| 2010 |         | Милош Форман         | Чехословакия (до 1977) · США (с 1977) |
| 2011 |         | Жерар Депардьё       | Франция                               |
| 2012 |         | Кен Лоуч             | Великобритания                        |
| 2013 |         | Квентин Тарантино    | США                                   |
| 2014 |         | Педро Альмодовар     | Испания                               |
| 2015 |         | Мартин Скорсезе      | США                                   |
| 2016 |         | Катрин Денёв         | Франция                               |
| 2017 |         | Вонг Карвай          | Гонконг                               |
| 2018 |         | Джейн Фонда          | США                                   |
| 2019 |         | Фрэнсис Форд Коппола | США                                   |
| 2020 |         | Братья Дарденн       | Бельгия                               |
| 2021 |         | Джейн Кэмпион        | Новая Зеландия                        |

Источник: Festival Lumière